# Bayerische Jugendleistungsprüfung

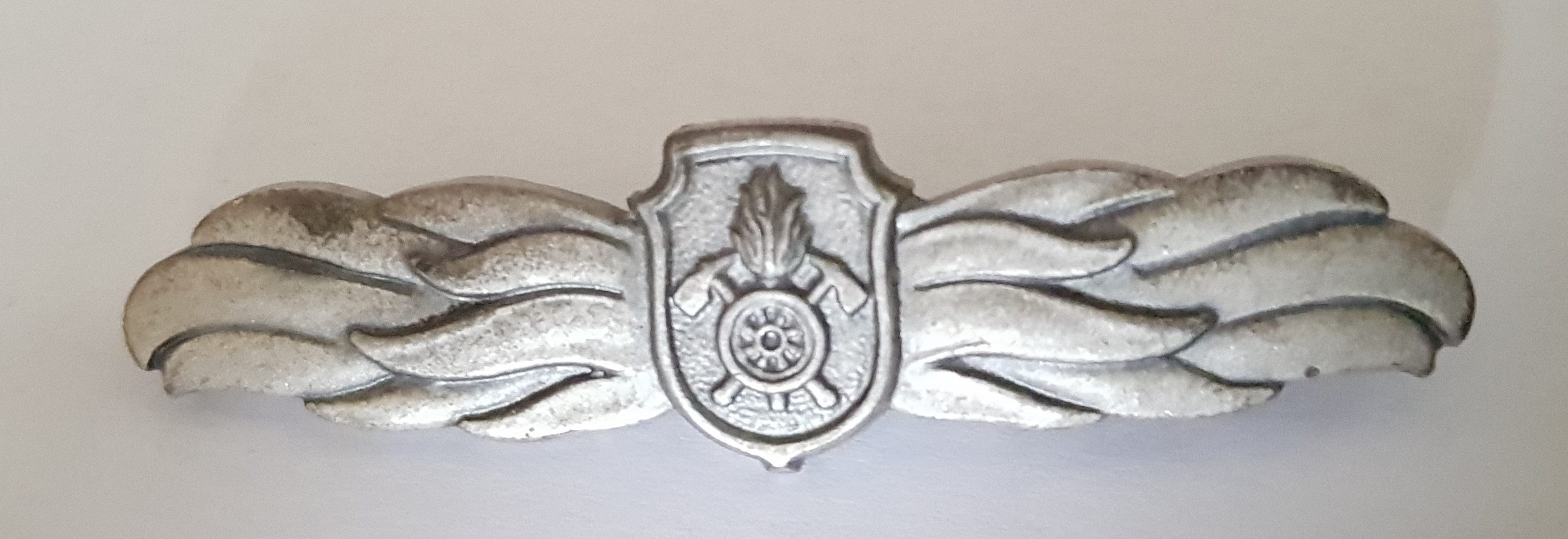
Bayerisches Jugendleistungsabzeichen zum Tragen an der Dienstuniform.

Die Bayerische Jugendleistungsprüfung ist ein Leistungsabzeichen des Freistaates Bayern für alle Angehörigen von Feuerwehren. Es kann im Alter von 14 bis 17 Jahren erworben werden. Sinn des Leistungsabzeichens ist vor allem im Vorfeld der Abnahme den Teilnehmern Grundkenntnisse des Feuerdienstes zu vermitteln.

## Geschichte
Die Bayerische Jugendleistungsprüfung wurde am 30. März 1983 durch das Bayerische Innenministerium eingeführt. Es beruht auf Nr. 6.6 der Bekanntmachung des Bayerischen Staatsministeriums des Innern zum Vollzug des Bayerischen Feuerwehrgesetzes (VollzBekBayFwG).

## Abnahme
Teilnehmer sind bayerische Feuerwehranwärter zwischen 14 und 17 Jahren. Darüber hinaus dürfen auch Feuerwehrmänner und -frauen der gleichen Altersstufe aus anderen Bundesländern und dem Ausland teilnehmen. Es dürfen auch Feuerwehranwärter von Feuerwehren ohne Jugendfeuerwehr teilnehmen. Während der Abnahme sind Feuerwehrhandschuhe, Feuerwehrstiefel (bis 16 festes Schuhwerk), Übungsanzug und Feuerwehrhelm zur tragen. Die verwendeten Geräte sollen den Normen und Unfallverhütungsvorschriften entsprechen. Die Abnahme erfolgt durch zwei bayerische Feuerwehrschiedsrichter und einem Zeitnehmer. Die Prüfung gliedert sich in 3 Teile:

### Einzelübungen
Die Einzelübungen werden alleine durchgeführt.

#### Anlegen eines Mastwurfes
Der Teilnehmer hat an einem Saugkorb, der an einer Feuerwehrpumpe befestigt ist, einen Mastwurf anzubringen. Sollzeit sind 10 s.

#### Befestigen einer Feuerwehrleine
Der Teilnehmer soll an einem Feuerwehrschlauch mit C-Strahlrohr einen Mastwurf mit Halbschlag anbringen und damit den Schlauch in die Höhe halten. Sollzeit sind 20s.

#### Anlegen eines Brustbundes
Der Teilnehmer hat an einem weiteren Feuerwehranwärter einen Brustbund/Rettungsknoten mit Spierenstich anzulegen. Sollzeit sind 40 s.

#### Auswerfen eines doppelt gerollten C-Schlauches
Der Teilnehmer hat einen doppelt gerollten C-Schlauch vier Meter auszuwerfen. Sollzeit sind 15s.

#### Zielwurf mit einer Feuerwehrleine
Der Teilnehmer muss eine Feuerwehrleine 7 Meter zielgenau werfen. Sollzeit sind 15 s.

### Truppübungen
Die folgenden Truppübungen werden gemeinsam durchgeführt. Die Fehlerpunkte werden beiden Teilnehmern angerechnet.

#### Kuppeln von 2 Saugschläuchen
Zwei Teilnehmer kuppeln als Wassertrupp mit einem Schlauchtrupp als Helfer zwei Saugschläuche. An einem der beiden Saugschläuche ist ein Saugkorb angebracht. Sollzeit ist hierfür zwei 25s.

#### Ankuppeln eines Strahlrohres an einen C-Schlauch
Zwei Teilnehmer haben ein Strahlrohr an einen C-Schlauch zu kuppeln und müssen die Stellung eines Angriffstrupps einnehmen. Sollzeit ist 15s.

#### Zielspritzen mit der Kübelspritze
Die Teilnehmer müssen eine Kübelspritze befüllen und einen Eimer umspritzen. Sollzeit ist 30 s.

#### Erkennen und Zuordnen von wasserführenden Armaturen, Kupplungen und Zubehör
17 Teile müssen von den beiden Teilnehmern in vier Aufgabenfelder aufgeteilt werden. Hierfür haben sie 35 Sekunden.
| Armaturen zur Wasserentnahme | Armaturen zur Wasserfortleitung                                   | Armaturen zur Wasserabgabe                                                                                        | Kupplungen (K) Zubehör (Z) |
| ---------------------------- | ----------------------------------------------------------------- | --- | --- |
| - Saugkorb - Standrohr       | - Sammelstück - Verteiler - Stützkrümmer - Druckbegrenzungsventil | - BM-Strahlrohr oder B-Hohlstrahlrohr - CM-Strahlrohr oder C-Hohlstrahlrohr - DM-Strahlrohr oder D-Hohlstrahlrohr | - Übergangsstück A/B (K) - Übergangsstück B/C (K) - Kupplungsschlüssel - Unterflur-Hydrantenschlüssel (Z) - Überflur-Hydrantenschlüssel (Z) - Schachthaken (Z) - Mehrzweckleine (Z) - Schlauchhalter (Z) |

#### Zusammenkuppeln einer 90 m langen C-Leitung
Der Trupp muss in 55 s 6 C-Schläuche zusammenkuppeln.

### Theoriefragen
Die Teilnehmer haben innerhalb von fünf Minuten einen Fragebogen durch ankreuzen zu beantworten.

### Prüfungsauswertung
Die Teilnehmer haben die Leistungsprüfung bestanden, wenn sie weniger als 35 Fehlerpunkte haben. Bei unter 50 Fehlerpunkte dürfen sie die Prüfung am gleichen Tag wiederholen.

## Abzeichen
Nach bestandener Prüfung erhalten die Teilnehmer das Jugendleistungsabzeichen. Es wird an der rechten Brusttasche der Dienstuniform getragen.